# Фигередо, Педро
Педро Фелипе Фигередо-и-Сиснерос (исп. Pedro Felipe Figueredo y Cisneros), также известный как Перучо (исп. Perucho  Figueredo; 18 февраля 1818, Баямо, Куба — 17 августа 1870, Сантьяго-де-Куба) — кубинский юрист, поэт, музыкант, борец за свободу. Автор национального гимна Кубы.

## Биография
В 1860-х годах принимал активное участие в Десятилетней войне за независимость Кубы от Испании.
Был взят в плен во время войны и казнен 17 августа 1870 года.
Его дочь Канделария Фигередо стала героем восстания, неся новый независимый кубинский флаг в битве при Баямо в 1868 году.